# Julia Malik

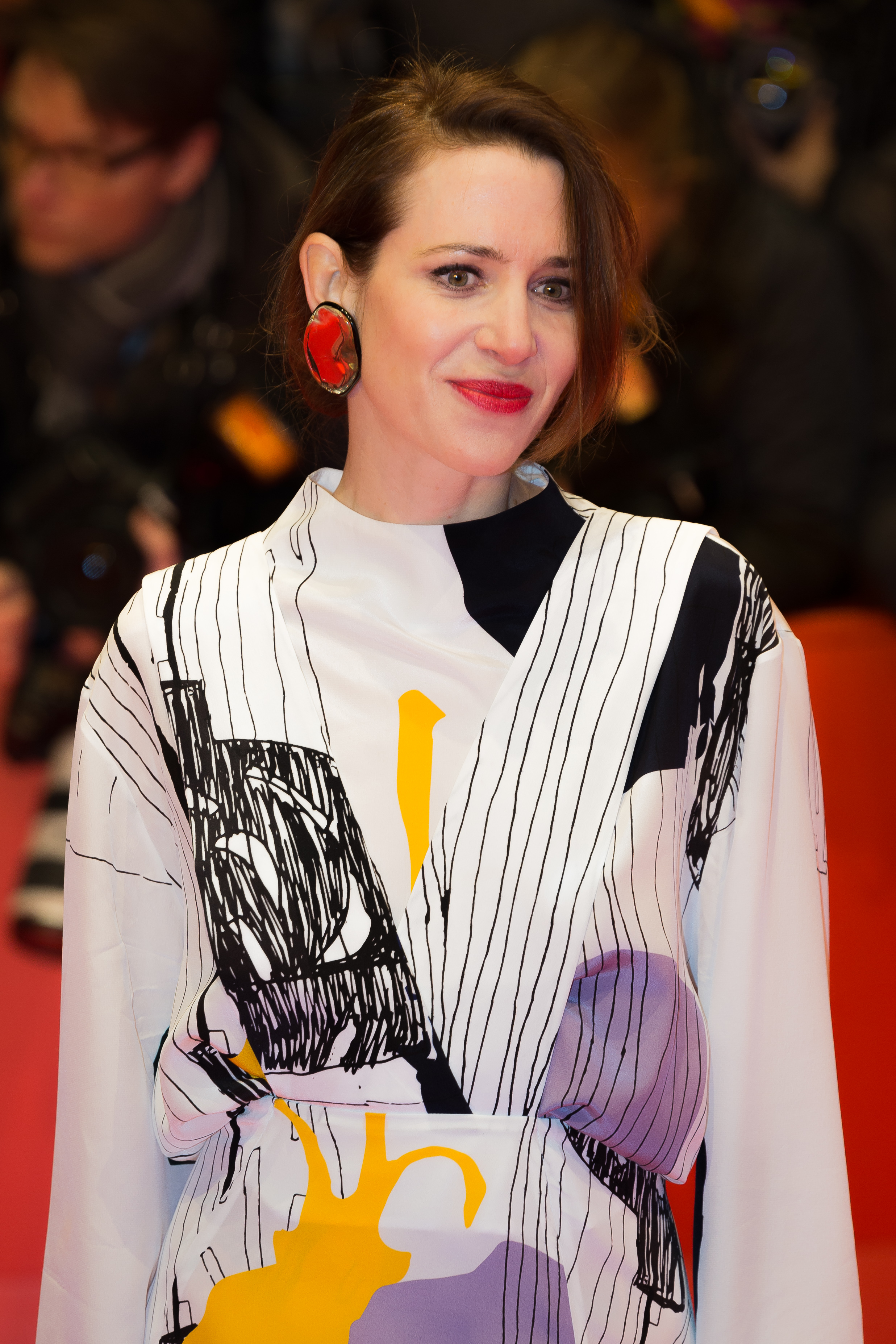
Julia Malik auf der Berlinale 2017

Julia Malik (* 25. Oktober 1976 in Berlin) ist eine deutsche Schauspielerin und Schriftstellerin.

## Leben
Nach dem Abitur am Friedrich-Wilhelm-Gymnasium in Trier 1996 besuchte Malik 1997 bis 2001 die Hochschule für Musik und Theater Hamburg. 
Sie war seitdem in vielen Theater- und Fernsehproduktionen aktiv, unter anderem in Trainspotting am Schauspielhaus Hamburg, als Jüdin von Toledo im Hans-Otto-Theater, als Kommissarin der SOKO Köln, als Protagonistin der zweiten Staffel von Verliebt in Berlin, die Hauptrolle in Katie Fforde – Mein Sohn und seine Väter, in Schlechter Rat am Theater am Kurfürstendamm an der Seite von Uwe Ochsenknecht sowie die Hauptrolle in Der Mond für die Beladenen von Eugene O’Neill bei den Ruhrfestspielen Recklinghausen. 2020 drehte sie gemeinsam mit ihrem Bruder, dem Regisseur und Drehbuchautor Kolja Malik, den Film LASVEGAS.
Malik ist seit 1999 mit dem Schauspieler August Diehl verheiratet, inzwischen aber getrennt. Gemeinsam haben sie zwei Kinder. Julia Malik ist seit 2007 Geigerin und Sängerin der Band „Hands Up – Excitement!“ und ging 2011 mit Pete Doherty auf Tour. 2018 veröffentlichte die Band das Album When The Hands Point Up - The Excitement Starts!. 2019 arbeitete sie als Geigerin gemeinsam mit der Band Elementarstrategien an der Musik des Films Sinfonie der Ungewissheit von Claudia Lehmann und Konrad Hempel.
Auch als Autorin ist Malik aktiv. So schrieb sie ab 2016 einige Kolumnen auf dem Portal refinery29.com. Anfang März 2020 erschien Maliks erster Roman mit dem Titel Brauch Blau in der Frankfurter Verlagsanstalt.

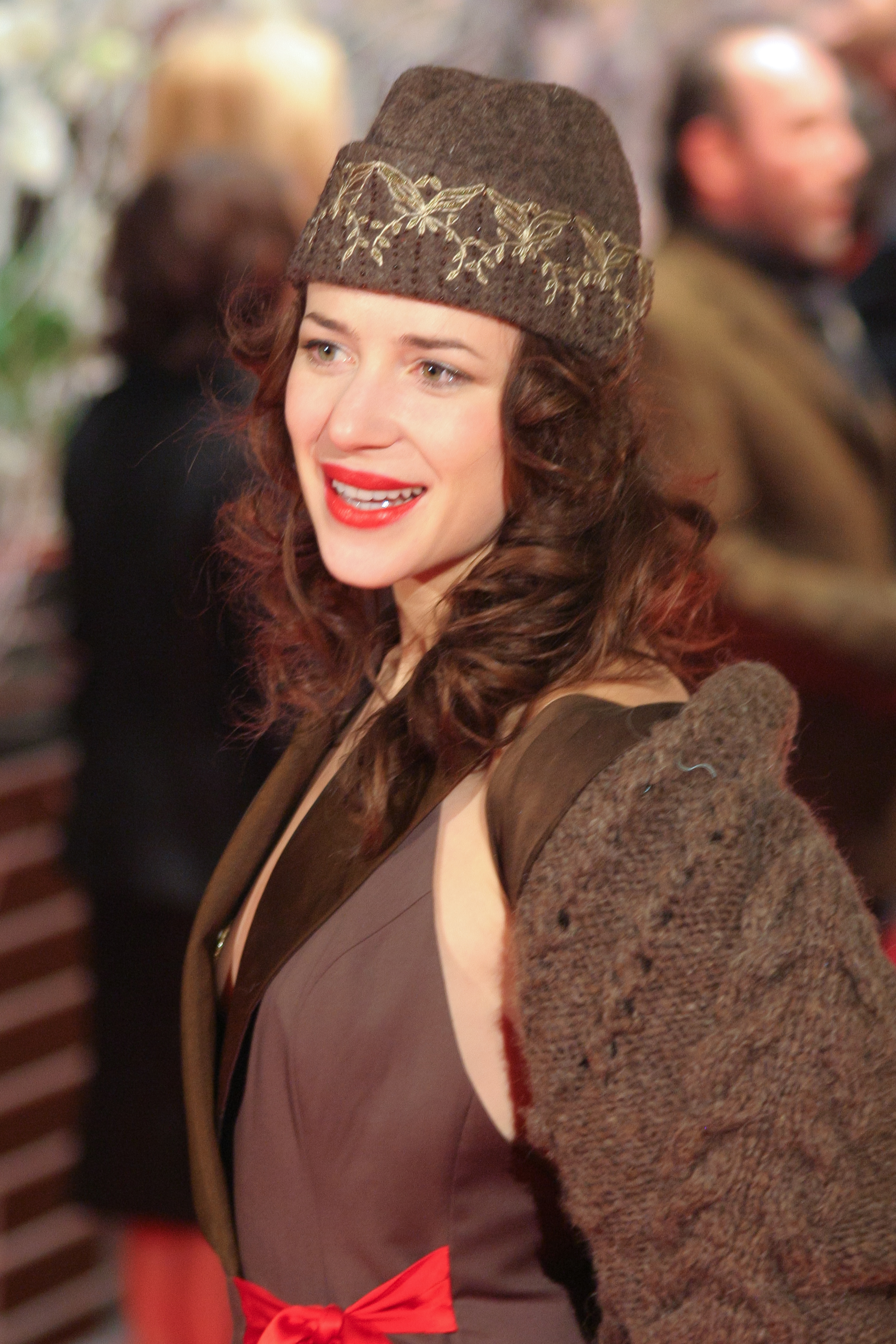
Julia Malik auf der Berlinale 2007

## Filmografie
- 2001: Boomtown – Es leckt
- 2001: Doppelter Einsatz
- 2001: Santa (Kurzfilm)
- 2001: Shadow Man
- 2001: Umgang (Kurzfilm)
- 2002: Im Namen des Gesetzes – Todesspiel
- 2002: Pustefix (Kurzfilm)
- 2002: Stahlnetz – Ausgelöscht
- 2002: Tödliches Vertrauen
- 2002: Treibjagd
- 2003: Bella Block – Die Freiheit der Wölfe
- 2003: Tatort – Die Liebe der Schlachter
- 2003: Dann kamst Du
- 2003: Die Rettungsflieger – Der Liebesbeweis
- 2003: Zwei Wochen für uns
- 2004: SOKO Köln (Fernsehserie, 13 Folgen)
- 2005: Großstadtrevier – Zurück auf Los
- 2005: Das Haus am Väner See
- 2005: Tatort – Zeitstrafe
- 2005: Tatort – Im Alleingang
- 2005: Hilfe die Familie kommt
- 2006: Hamsterjob
- 2006: Verliebt in Berlin
- 2007: Küstenwache
- 2007: In aller Freundschaft
- 2008: Inga Lindström – Rasmus und Johanna
- 2008: Alter vor Schönheit
- 2008: Claudia – Das Mädchen von Kasse 1
- 2008: Ein Fall für zwei – Das Ultimatum
- 2010: Flemming – Satisfaktion
- 2010: Der Bulle und das Landei – Babyblues
- 2011: SOKO Leipzig – Junggesellinnenabschied
- 2011: In aller Freundschaft – Sinnkrise
- 2011: Countdown – Schulmädchen
- 2011: Licht (Kurzfilm, Filmakademie Ludwigsburg)
- 2011: Ibijazi
- 2012: Plötzlich 70!
- 2012: Alarm für Cobra 11 – Die Autobahnpolizei – Bestellt, entführt, geliefert
- 2012: Schilf (Kinofilm)
- 2013–2015: Herzensbrecher – Vater von vier Söhnen
- 2014: Ein starkes Team – Der Freitagsmann
- 2015: Der Staatsanwalt – Familienbande
- 2015: Anfang (Kinofilm)
- 2016: Katie Fforde – Mein Sohn und seine Väter
- 2018: Inga Lindström – Lilith und die Sache mit den Männern
- 2018: SOKO Wismar – Der wie ein Wolf tanzt
- 2018: Abikalypse
- 2019: Der Lehrer – Weil Dummheit nicht lustig ist, sondern traurig
- 2019: Der Kriminalist – Scherbentod
- 2019: Inga Lindström – Familienfest in Sommerby
- 2019: Zwischen zwei Herzen (Fernsehfilm)
- 2020: Heldt – Bochum Boys
- 2020: Nachtschwestern
- 2021: In aller Freundschaft – Die jungen Ärzte – Adventskind
- 2022: Das Traumschiff – Namibia (Fernsehserie)
- 2022: Lena Lorenz – Perfekte Familie
- 2023: LasVegas

## Theater
- 2000: Gäste am Künstlerhaus Wien
- 2000: Leseprobe Sartre bei den Hamburger Kammerspiele
- 2001: Endstation Sehnsucht am Forum der Hamburger Hochschule für Darstellende Kunst
- 2001–2007: Winner & Loser am Staatstheater Hannover
- 2003: Hilda am Theater in der Drachengasse, Wien
- 2003: Trainspotting am Deutschen Schauspielhaus Hamburg
- 2004: Romeo & Julia am Deutschen Schauspielhaus Hamburg
- 2006: Die Jüdin von Toledo am Hans-Otto-Theater Potsdam
- 2007: Lampedusa am deutschen Schauspielhaus Hamburg
- 2008: Ein Mond für die Beladenen bei den Ruhrfestspielen Recklinghausen (mit August und Hans Diehl)
- 2011: Berghain Boogie Woogie am HAU 3
- 2011: Konfetti! Ein Zauberabend für politisch Verwirrte am Theater Aachen
- 2012: U5 am Kasemattentheater Luxembourg
- 2014: Der Traum eines lächerlichen Menschen am FFT Düsseldorf
- 2014: Schlechter Rat mit Uwe Ochsenknecht
- 2015: Lampedusa am Kasemattentheater Luxembourg

## Veröffentlichungen
- Brauch Blau. Frankfurter Verlagsanstalt, 2020, ISBN 978-3-627-00271-8.

## Auszeichnungen
- 2001 Friedrich-Schütter-Preis